# Cheiracanthium danieli
Cheiracanthium danieli is een spinnensoort uit de familie Cheiracanthiidae.
De wetenschappelijke naam van de soort werd in 1975 gepubliceerd door Benoy Krishna Tikader.